# Фоксуорт, Роберт
Роберт Фоксуорт (англ. Robert Foxworth, род. 1 ноября 1941) — американский актёр, наиболее известный благодаря своим ролям на телевидении.
Фоксворт родился в Хьюстоне, штат Техас, и начал свою актёрскую карьеру на театральной сцене в Вашингтоне, округ Колумбия. С начала семидесятых годов, Фоксворт сыграл более восьмидесяти ролей на телевидении, а также появился в нескольких фильмах, таких как «Аэропорт 77» (1977), «Омен 2: Дэмиен» (1978) и «Пророчество» (1979).
Фоксворт наиболее известен благодаря своей роли Чейса Гиберти, многострадального племянника злобной героини Джейн Уайман в прайм-тайм мыльной опере CBS «Фэлкон Крест», где он снимался с 1981 по 1987 год. Фоксворт по иронии судьбы был оригинальным исполнителем роли злодея Джей Ара Юинга в прайм-тайм мыльной опере CBS «Даллас», однако был уволен из шоу так как хотел, чтобы продюсеры смягчили характер персонажа.
Фоксворт был четвёртым и последним мужем актрисы Элизабет Монтгомери, вплоть до её смерти в 1995 году. С тех пор он, в основном, исполнял гостевые роли в различных сериалах, таких как «Звёздный путь: Глубокий космос 9», «Звёздный путь: Энтерпрайз», «Закон и порядок», «Клиент всегда мёртв», «Девочки Гилмор», «Кости» и «Братья и сёстры». Также Фоксворт озвучивал Рэтчета в серии фильмов «Трансформеры».

## Избранная фильмография
| Год       |   | Русское название    | Оригинальное название | Роль            |
| --------- | - | ------------------- | --------------------- | --------------- |
| 2001—2003 | с | Клиент всегда мёртв | Six Feet Under        | Бернард Ченовит |